# La Tallera
La Tallera es un museo y centro cultural ubicado en la ciudad de Cuernavaca, México.

## Historia
Creado por David Alfaro Siqueiros en la calle Venus de la capital morelense, fue en palabras de su promotor para “llevar a la realidad una idea que desde 1920 teníamos Diego Rivera y yo, es decir la creación de un verdadero taller de muralismo donde se ensayaran nuevas técnicas de pinturas, materiales, aspectos geométricos, perspectivas, etc.”
Fue quizá, el primer taller para el muralismo en el mundo. “Un taller – decía Siqueiros – grande, inmenso, lleno de máquinas, con andamios supermóviles, con laboratorios para probar la química y la durabilidad de los colores, con materiales plásticos en abundancia, sin el sufrimiento de la limitación, con un departamento de fotografía, con cámaras fílmicas, con todo, todo lo que necesita un pintor muralista, hasta con los elementos y accesorios para penetrar en el escabroso campo de la dinámica de los colores y la relatividad de las formas geométricas en el espacio activo”. Será algo así como un inmenso granero, con luz de arriba, pero sin puertas. Para llegar a él haríamos un paso subterráneo. Nadie sabría su objetivo. 
La idea se llevó a cabo, cuando responde al contrato inicial de Don Manuel Suárez y Suárez de producir 18 cuadros murales de trece y medio por cuatro metros para decorar la sala de congresos del Hotel Casino de la Selva en Cuernavaca. Posteriormente Siqueiros entra a la cárcel, ahí concibió la idea de realizar, en vez de los cuadros, un mural de extraordinarias proporciones. En su celda pintó 200 cuadros aproximadamente, que habrían de servir a la temática del mural. En éstos plasmó a escala una porción de la obra.

## Edificio
Este edificio, de invaluable valor simbólico, fue creado en 1965, por David Alfaro Siqueiros, adaptando elementos a las necesidades de su producción pictórica de gran formato. También fue su vivienda durante los últimos nueve años de su vida, en la ciudad de Cuernavaca, muy cerca de la Ciudad de México. En 2010 Frida Escobedo realizó la restauración del mismo. 
El proyecto, sobresale por el cuidado de los recursos y la sustentabilidad y lo ecológico, por el uso de la luz matizada a través de celosías, vinculando así dos de los conceptos que han caracterizado su obra, la modernidad paradigmática ambientalista y lo tradicional constructivo mexicano. Otro de sus aciertos, fue abrir el patio del museo a una plaza adyacente girando una serie de murales desde su posición original, lográndose un ámbito público que acentúa al espacio museístico, reconociéndose este último no como el tradicional cubo blanco. Esta obra, fue nominada por un grupo de expertos del Museo del Diseño de Londres, por ser considerado innovador.